# Sony Ericsson Open 2011
Sony Ericsson Open 2011 byl tenisový turnaj na profesionálním okruhu mužů ATP World Tour a žen WTA Tour, hraný v Tenisovém centru Crandon Parku na dvorcích s tvrdým povrchem Laykold. Dvacátý sedmý ročník Miami Masters probíhal mezi 22. březnem a 3. dubnem 2011 ve floridském ostrovním městě Key Biscayne.
Mužská polovina dotovaná 4 500 000 dolarů se řadila do kategorie ATP World Tour Masters 1000. Ženská část se shodným rozpočtem patřila do kategorie Premier Mandatory. Nejvýše nasazenými singlisty se staly světové jedničky, Španěl Rafael Nadal a Dánka Caroline Wozniacká. Jako poslední přímí účastníci do dvouher nastoupili kanadský 84. hráč žebříčku Milos Raonic a francouzská 83. žena klasifikace Virginie Razzanová, která skrečovala duel třetího kola pro poranění levého stehna.
Dvacátý druhý singlový titul na okruhu ATP Tour vybojoval Srb Novak Djoković, který si odvezl druhý miamský triumf. Vzhledem k výhře i na předcházejícím Indian Wells Masters si poprvé připsal Sunshine Double. Šestou trofej z dvouhry okruhu WTA Tour, a druhou miamskou, získala  Běloruska Viktoria Azarenková. V mužské čtyřhře zvítězili Indové Maheš Bhúpatí s Leandrem Paesem, kteří získali dvacátou pátou společnou trofej. Ženský debl ovládly Slovenka Daniela Hantuchová s Polkou Agnieszkou Radwańskou. První párový titul vyhrály na  čtvrtém turnaji, který odehrály jako spoluhráčky.

## Rozdělení bodů a finančních odměn

### Rozdělení bodů
| Soutěž       | Soutěž      | vítězové | finalisté | semifinalisté | čtvrtfinalisté | 16 v kole | 32 v kole | 64 v kole | 96 v kole | Q  | Q2 | Q1 |
| ------------ | ----------- | -------- | --------- | ------------- | -------------- | --------- | --------- | --------- | --------- | -- | -- | -- |
| dvouhra mužů | [ 1 ] [ 7 ] | 1000     | 600       | 360           | 180            | 90        | 45        | 25        | 10        | 16 | 8  | 0  |
| čtyřhra mužů | [ 8 ]       | 1000     | 600       | 360           | 180            | 90        | 45        | 0         | —         | —  | —  | —  |
| dvouhra žen  | [ 2 ]       | 1000     | 700       | 450           | 250            | 140       | 80        | 50        | 5         | 30 | 20 | 1  |
| čtyřhra žen  | [ 2 ]       | 1000     | 700       | 450           | 250            | 140       | 80        | 5         | —         | —  | —  | —  |

### Finanční odměny
| Soutěž                                  | Soutěž      | vítězové  | finalisté | semifinalisté | čtvrtfinalisté | 16 v kole | 32 v kole | 64 v kole | 96 v kole | Q2      | Q1      |
| --------------------------------------- | ----------- | --------- | --------- | ------------- | -------------- | --------- | --------- | --------- | --------- | ------- | ------- |
| dvouhra mužů                            | [ 1 ] [ 7 ] | 611 000 $ | 298 200 $ | 149 450 $     | 76 195 $       | 40 160 $  | 21 495 $  | 11 605 $  | 7 115 $   | 2 120 $ | 1 085 $ |
| dvouhra žen                             | [ 2 ]       | 700 000 $ | 350 000 $ | 150 500 $     | 64 700 $       | 32 000 $  | 18 740 $  | 11 500 $  | 7 050 $   | 2 100 $ | 1 050 $ |
| čtyřhra mužů                            | [ 8 ]       | 200 200 $ | 97 700 $  | 48 960 $      | 24 960 $       | 13 160 $  | 7 040 $   | —         | —         | —       | —       |
| čtyřhra žen                             | [ 2 ]       | 237 000 $ | 118 500 $ | 51 000 $      | 22 000 $       | 11 500 $  | 4 000 $   | —         | —         | —       | —       |
| částky ve čtyřhrách jsou uvedeny na pár |             |           |           |               |                |           |           |           |           |         |         |

## Mužská dvouhra

### Nasazení
| Hráč                           | Stát               | ATP | Nasazení |
| ------------------------------ | ------------------ | --- | -------- |
| Rafael Nadal                   | Španělsko          | 1.  | 1.       |
| Novak Djoković                 | Srbsko             | 2.  | 2.       |
| Roger Federer                  | Švýcarsko          | 3.  | 3.       |
| Robin Söderling                | Švédsko            | 4.  | 4.       |
| Andy Murray                    | Spojené království | 5.  | 5.       |
| David Ferrer                   | Španělsko          | 6.  | 6.       |
| Tomáš Berdych                  | Česko              | 7.  | 7.       |
| Andy Roddick                   | USA                | 8.  | 8.       |
| Fernando Verdasco              | Španělsko          | 9.  | 9.       |
| Jürgen Melzer                  | Rakousko           | 10. | 10.      |
| Nicolás Almagro                | Španělsko          | 12. | 11.      |
| Stanislas Wawrinka             | Švýcarsko          | 13. | 12.      |
| Michail Južnyj                 | Rusko              | 14. | 13.      |
| Mardy Fish                     | USA                | 15. | 14.      |
| Jo-Wilfried Tsonga             | Francie            | 16. | 15.      |
| Viktor Troicki                 | Srbsko             | 17. | 16.      |
| Richard Gasquet                | Francie            | 18. | 17.      |
| Marin Čilić                    | Chorvatsko         | 20. | 18.      |
| Sam Querrey                    | USA                | 21. | 19.      |
| Albert Montañés                | Španělsko          | 22. | 20.      |
| Alexandr Dolgopolov            | Ukrajina           | 23. | 21.      |
| Marcos Baghdatis               | Kypr               | 24. | 22.      |
| Michaël Llodra                 | Francie            | 25. | 23.      |
| Guillermo García-López         | Španělsko          | 26. | 24.      |
| Gilles Simon                   | Francie            | 27. | 25.      |
| Juan Ignacio Chela             | Argentina          | 28. | 26.      |
| Thomaz Bellucci                | Brazílie           | 30. | 27.      |
| Ernests Gulbis                 | Lotyšsko           | 31. | 28.      |
| Philipp Kohlschreiber          | Německo            | 32. | 29.      |
| John Isner                     | USA                | 33. | 30.      |
| Milos Raonic                   | Kanada             | 34. | 31.      |
| Juan Mónaco                    | Argentina          | 35. | 32.      |
| Žebříček ATP k 21. březnu 2011 |                    |     |          |

### Jiné formy účasti
Následující hráčí obdrželi divokou kartu do hlavní soutěže:
- James Blake
- Ryan Harrison
- Ivo Karlović
- Jack Sock
- Bernard Tomic

Následující hráč nastoupil pod žebříčkovou ochranou:
- Juan Martín del Potro

Následující hráči postoupili z kvalifikace:
- Alex Bogomolov
- Paul Capdeville
- Grigor Dimitrov
- Marsel İlhan
- Robert Kendrick
- Igor Kunicyn
- Paolo Lorenzi
- Olivier Rochus
- Michael Russell
- Rainer Schüttler
- Ryan Sweeting
- Donald Young

### Odhlášení
- Thiemo de Bakker → nahradil jej  Milos Raonic
- Juan Carlos Ferrero → nahradil jej  Rubén Ramírez Hidalgo
- Tommy Haas → nahradil jej  Blaž Kavčič
- Lleyton Hewitt → nahradil jej  Frederico Gil
- Gaël Monfils → nahradil jej  Mischa Zverev
- David Nalbandian → nahradil jej  Ricardo Mello
- Tommy Robredo → nahradil jej  Somdev Devvarman

## Mužská čtyřhra

### Nasazení
| Stát                                                                                    | Hráč                | Stát     | Hráč               | ATP | Nasazení |
| --------------------------------------------------------------------------------------- | ------------------- | -------- | ------------------ | --- | -------- |
| USA                                                                                     | Bob Bryan           | USA      | Mike Bryan         | 2.  | 1.       |
| Bělorusko                                                                               | Max Mirnyj          | Kanada   | Daniel Nestor      | 9.  | 2.       |
| Indie                                                                                   | Maheš Bhúpatí       | Indie    | Leander Paes       | 12. | 3.       |
| Rakousko                                                                                | Jürgen Melzer       | Německo  | Philipp Petzschner | 20. | 4.       |
| Polsko                                                                                  | Mariusz Fyrstenberg | Polsko   | Marcin Matkowski   | 21. | 5.       |
| Francie                                                                                 | Michaël Llodra      | Srbsko   | Nenad Zimonjić     | 30. | 6.       |
| Indie                                                                                   | Rohan Bopanna       | Pákistán | Ajsám Kúreší       | 31. | 7.       |
| Švédsko                                                                                 | Robert Lindstedt    | Rumunsko | Horia Tecău        | 40. | 8.       |
| Žebříček ATP k 21. březnu 2011; číslo je součtem žebříčkového postavení obou členů páru |                     |          |                    |     |          |

## Ženská dvouhra

### Nasazení
| Hráčka                         | Stát      | WTA | Nasazení |
| ------------------------------ | --------- | --- | -------- |
| Caroline Wozniacká             | Dánsko    | 1.  | 1.       |
| Kim Clijstersová               | Belgie    | 2.  | 2.       |
| Věra Zvonarevová               | Rusko     | 3.  | 3.       |
| Samantha Stosurová             | Austrálie | 4.  | 4.       |
| Francesca Schiavoneová         | Itálie    | 5.  | 5.       |
| Jelena Jankovićová             | Srbsko    | 6.  | 6.       |
| Li Na                          | Čína      | 7.  | 7.       |
| Viktoria Azarenková            | Bělorusko | 9.  | 8.       |
| Agnieszka Radwańská            | Polsko    | 10. | 9.       |
| Šachar Pe'erová                | Izrael    | 12. | 10.      |
| Světlana Kuzněcovová           | Rusko     | 13. | 11.      |
| Petra Kvitová                  | Česko     | 14. | 12.      |
| Flavia Pennettaová             | Itálie    | 15. | 13.      |
| Kaia Kanepiová                 | Estonsko  | 16. | 14.      |
| Marion Bartoliová              | Francie   | 17. | 15.      |
| Maria Šarapovová               | Rusko     | 18. | 16.      |
| Anastasija Pavljučenkovová     | Rusko     | 19. | 17.      |
| Naděžda Petrovová              | Rusko     | 20. | 18.      |
| Ana Ivanovićová                | Srbsko    | 21. | 19.      |
| Aravane Rezaïová               | Francie   | 22. | 20.      |
| Andrea Petkovicová             | Německo   | 23. | 21.      |
| Alisa Klejbanovová             | Rusko     | 24. | 22.      |
| Yanina Wickmayerová            | Belgie    | 25. | 23.      |
| Maria Kirilenková              | Rusko     | 26. | 24.      |
| Dominika Cibulková             | Slovensko | 27. | 25.      |
| Alexandra Dulgheruová          | Rumunsko  | 28. | 26.      |
| María José Martínez Sánchezová | Španělsko | 29. | 27.      |
| Jarmila Grothová               | Austrálie | 30. | 28.      |
| Daniela Hantuchová             | Slovensko | 31. | 29.      |
| Lucie Šafářová                 | Česko     | 32. | 30.      |
| Cvetana Pironkovová            | Bulharsko | 33. | 31.      |
| Klára Zakopalová               | Česko     | 34. | 32.      |
| Žebříček WTA k 7. březnu 2011  |           |     |          |

### Jiné formy účasti
Následující hráčky obdržely divokou kartu do hlavní soutěže:
- Sorana Cîrsteaová
- Sabine Lisická
- Madison Keysová
- Dinara Safinová
- Coco Vandewegheová
- Heather Watsonová
- Petra Martićová
- Ajla Tomljanovićová

Následující hráčky nastoupily pod žebříčkovou ochranou:
- Melinda Czinková
- Urszula Radwańská

Následující hráčky postoupily z kvalifikace:
- Čan Jung-žan
- Jelena Dokićová
- Jamie Hamptonová
- Lucie Hradecká
- Vesna Manasjevová
- Sania Mirzaová
- Xenija Pervaková
- Arantxa Rusová
- Sloane Stephensová
- Anna Tatišviliová
- Anastasia Jakimovová
- Čang Šuaj

### Odhlášení
před zahájením turnaje
- Akgul Amanmuradovová → nahradila ji  Virginie Razzanová
- Aljona Bondarenková → nahradila ji  Urszula Radwańská
- Anna Čakvetadzeová → nahradila ji  Sybille Bammerová
- Romina Oprandiová → nahradila ji  Anabel Medina Garriguesová
- Anastasija Sevastovová → nahradila ji  Kristina Barroisová
- Carla Suárezová Navarrová → nahradila ji  Chanelle Scheepersová
- Tamarine Tanasugarnová → nahradila ji  Zuzana Ondrášková
- Serena Williamsová → nahradila ji  Edina Gallovitsová-Hallová
- Venus Williamsová → nahradila ji  Lourdes Domínguezová Linová

## Ženská čtyřhra

### Nasazení
| Stát                                                                                    | Hráčka                         | Stát       | Hráčka                     | WTA | Nasazení |
| --------------------------------------------------------------------------------------- | ------------------------------ | ---------- | -------------------------- | --- | -------- |
| Argentina                                                                               | Gisela Dulková                 | Itálie     | Flavia Pennettaová         | 2.  | 1.       |
| Česko                                                                                   | Květa Peschkeová               | Slovinsko  | Katarina Srebotniková      | 6.  | 2.       |
| USA                                                                                     | Liezel Huberová                | Rusko      | Naděžda Petrovová          | 13. | 3.       |
| USA                                                                                     | Vania Kingová                  | Kazachstán | Jaroslava Švedovová        | 13. | 4.       |
| Čínská Tchaj-pej                                                                        | Čan Jung-žan                   | Čína       | Čeng Ťie                   | 29. | 5.       |
| Česko                                                                                   | Iveta Benešová                 | Česko      | Barbora Záhlavová-Strýcová | 33. | 6.       |
| USA                                                                                     | Bethanie Mattek-Sandsová       | USA        | Meghann Shaughnessyová     | 36. | 5.       |
| Španělsko                                                                               | María José Martínez Sánchezová | Španělsko  | Anabel Medina Garriguesová | 38. | 8.       |
| Žebříček WTA k 7. březnu 2011; číslo je součtem žebříčkového postavení obou členek páru |                                |            |                            |     |          |

## Přehled finále

### Mužská dvouhra
- Novak Djoković vs.  Rafael Nadal, 4–6, 6–3, 7–6(7–4)

### Ženská dvouhra
- Viktoria Azarenková vs.  Maria Šarapovová, 6–1, 6–4

### Mužská čtyřhra
- Maheš Bhúpatí /  Leander Paes vs.  Max Mirnyj /  Daniel Nestor, 6–7(5–7), 6–2, [10–5]

### Ženská čtyřhra
- Daniela Hantuchová /  Agnieszka Radwańská vs.  Liezel Huberová /  Naděžda Petrovová, 7–6(7–5), 2–6, [10–8]